# Закон об оружии в Йемене
Владение огнестрельным оружием в Йемене считается скорее правом, чем привилегией, и поэтому допускается без какой-либо лицензии или разрешения. На большей части территории страны ношение оружия не ограничено. Йемен — вторая по вооруженности страна в мире после США (54 единицы оружия на каждые 100 жителей).

## История
До второй половины XX века йеменцы традиционно носили кинжал джамбия, а использование оружия регулировалось племенными законами.  Наводнение оружия в стране привело к исчезновению этих традиций. Новая разрешительная культура оружия заменила кодекс чести и рыцарства.
В 1992 году правительство Йемена приняло закон, регулирующий ношение огнестрельного оружия, боеприпасов и торговлю ими. Статья 9 этого закона гласит, что:
Граждане Республики имеют право на владение винтовками, пулеметами, револьверами и охотничьими ружьями для личного пользования с количеством боеприпасов для целей законной обороны.
Однако в законе не уточняется, какой орган будет обеспечивать контроль за распространением оружия.
В 2007 году правительство издало указ о запрете оружия в крупных городах и ограничении оружия, носимого сотрудниками служб безопасности. За три года было конфисковано 720,000 единиц нелицензионного оружия, а сотни оружейных магазинов были временно закрыты. Арабская весна нарушила эту динамику.
После начала гражданской войны в 2015 году различные части страны были захвачены различными группировками. Поскольку нет централизованного правительства, которое могло бы обеспечить соблюдение законов об оружии, все виды оружия, включая винтовки, полностью автоматическое огнестрельное оружие, противотанковые управляемые ракеты или бронемашины, продаются продаются из-под прилавка различным ополчениям и частным лицам, желающим их приобрести.
В октябре 2018 года организация Arab Reporters for Investigative Journalism опубликовала исследование, свидетельствующее о том, что многие виды оружия в Йемене были изготовлены европейскими производителями оружия.

## Ношение
Лицензия не требуется для получения или владения огнестрельным оружием. Ношение огнестрельного оружия в общественных местах не ограничено в сельской местности, где проживает более 66% населения Йемена, но для ношения оружия в городах требуется лицензия, выдаваемая государством. Она выдается по принципу "возможной выдачи" с различными ограничениями в разных городах. В 2007 году правительство отменило все лицензии на ношение оружия и ввело новые дополнительные условия. Ношение винтовок (например, АК-47) было запрещено в городах за редким исключением. Государственная лицензия также требуется для розничной торговли оружием и боеприпасами, включая ведение учёта запасов и продаж, имя покупателя и удостоверение личности. Закон также регулирует количество телохранителей, которых может иметь человек, и предусматривает, что оружие не может быть передано третьим лицам.
Праздничная стрельба также ежегодно приводит к многочисленным смертям. В Йемене многие дети, в основном мальчики, носят оружие.

## Владение огнестрельным оружием
По данным Small Arms Survey за 2017 год, в Йемене насчитывается около 15 миллионов единиц гражданского огнестрельного оружия, или 62 единицы на 100 человек населения, что делает Йемен второй по вооруженности страной в мире после США.